# Daudenzell
Daudenzell is een plaats in de Duitse gemeente Aglasterhausen, deelstaat Baden-Württemberg, en telt 354 inwoners (2007).